# Gujaratis
Cet article concerne le groupe ethnolinguistique goudjarati. Pour la langue goudjeratie, voir Gujarati.
Les Gujaratis (en gujarati : ગુજરાતી) ou Goudjaratis (autrefois Goudjérates en français[réf. nécessaire]) sont un groupe ethnolinguistique d'Asie du Sud. Leur population, qui atteint quelque 50 millions dans le monde, est liée à la langue goudjaratie, dont elle est la locutrice essentielle, ainsi qu'au Goudjerat, une région du nord-ouest de l'Inde, d'où elle est originaire. Ils habitent surtout en Inde, mais aussi en grand nombre dans les pays de la diaspora indienne (notamment l'Afrique orientale et l'Afrique australe, le monde anglo-saxon). Ils sont aussi retrouvés dans une moindre mesure au Pakistan (exclusivement à Karachi), où ils tendent à se fondre parmi la communauté mohadjire, les indiens musulmans émigrés à la suite de la Partition des Indes en 1947. 
De nombreux Gujaratis jouèrent un rôle important en faveur de l'indépendance de l'Inde. Mahatma Gandhi lui-même était Gujarati, de même que le fondateur du Pakistan Muhammad Ali Jinnah.